# Wirun (Mojolaban)
Wirun is een bestuurslaag in het regentschap Sukoharjo van de provincie Midden-Java, Indonesië. Wirun telt 7616 inwoners (volkstelling 2010).